# 米田夕歌里
米田 夕歌里（よねだ ゆかり、1980年7月13日 - ）は、日本の小説家。塾講師。

## 経歴・人物
千葉県市原市出身。早稲田大学第一文学部文芸専修卒業。父親に勧められて筒井康隆の小説を読み始め、大学では宮内勝典に学び、在学中から小説の執筆を始める。2010年、宮崎陽の名義で応募した小説「トロンプルイユの星」で集英社が主催する第34回すばる文学賞を受賞。
共感覚の持ち主であり、音を物質的に感じることができる。

## 作品リスト

### 単行本
- 『トロンプルイユの星』（2011年2月 集英社）

### 単行本未収録短編
小説作品
- 郡魚のすみか（『すばる』2011年6月号）
- 音の降る川（『すばる』2011年8月号）
- 千々の雫（『すばる』2016年3月号）
- 本当の先生（『群像』2019年3月号）
- 螺（『すばる』2019年5月号）
- 歩行者天国（『すばる』2020年1月号）

エッセイ等
- 対岸とのキャッチボール（『青春と読書』2011年1月号）
- 犀の角のように（『文學界』2011年3月号）
- 猫の舌（『新潮』2011年4月号）
- 本屋にはきみがいた（『月刊ジェイ・ノベル』2011年6月号）
- 黒電話の謎（『群像』2011年8月号）
- いつか、だれかの見た光景（『すばる』2011年11月号）